# Natal'ja Čerkačeva
Natal'ja Čerkačeva (in russo Наталья Черкачева?; Baku, 1º gennaio 1964) è un'ex cestista russa, fino al 1991 sovietica.

## Carriera
Con la Russia ha disputato i Campionati europei del 1993.